# 203 mm haubica wz. 1931 (B-4M)
Haubica 203 mm wz. 1931 (B-4M) (ros. 203-мм гаубица Б-4М) – holowana ciężka haubica produkcji radzieckiej. 
Przeznaczona jest do niszczenia umocnień obronnych, obezwładniania artylerii oraz niszczenia celów na znacznych odległościach. Strzela się z niej nabojami rozdzielnego ładowania z pociskami burzącymi o masie 100 kg. i przeciwbetonowymi o masie 146 kg. Ładunek prochowy umieszczony jest w woreczkach o masie 23 kg. Zamontowana jest na czterokołowym podwoziu. Wymienna lufa o masie 5 ton ma wymienną cienkościenną tuleję gwintowaną wstawioną w przewód lufy. 
Działo jest ładowane za pomocą dźwigu posiadającą wciągarkę oraz korytka na małych kółkach, które jest zaczepiane o nasadę zamkową. Do strzelania działo ustawione jest na płytach podnośnika. Holowana na stanowisko ogniowe przez ciężki ciągnik artyleryjski typu AT-T.